# Kup europskih prvaka 2006. za amatere (ragbi)
Kup europskih prvaka za amaterske klubove 2006.
Sudionici:

## Rezultati
- Završnica:

Ždrijebom je odlučeno da se završnična utakmica igra u Splitu.
Split, 2. prosinca 2006.:
Igralište na Starom placu. Gledatelja 1500. Sudac: Dordolo (Italija)
 Slava Zenit Moskva - Nada Split  24:21 (7:21)
Nada: Lončar, Čulić, Dadić, Sljepčević, Vrzić, Blažević-Bandov, Sabljić, Bubrić, Antić, Ursić, Olujić, Muslim, Grizelj, Burazin, Dragičević, Borozan, Rubelj, Jerčić, Denić, Buzov, Šafradin, Puškarić
Slava-Zenit: Povesma, Gasanov, Igrecov, Kulešov, Bordačev, Soldatov, Stafičuk, Tarasov, Kurašov, Kapralov, Mironov, Jevdomikov, Sidorov, Lavrušin, Žuravljev, Karpov, Orlov, Šurjakov, Rolovih, Babkin, Marat, Petruška.
Strijelci: Ursić 16 i Dragičević 5 za "Nadu", a Gasanov 10, Povesma i Kapralov po 5 te Sidorov i Žuravljev po 2 za "Slavu-Zenit".

Najboljim igračem susreta je proglašen Vlado Ursić iz Nade.